# Metalectra paralappa
Metalectra paralappa är en fjärilsart som beskrevs av Dyar 1914. Metalectra paralappa ingår i släktet Metalectra och familjen nattflyn. Inga underarter finns listade i Catalogue of Life.